# Atletica leggera agli XI Giochi panafricani - 400 metri piani maschili
La specialità dei 400 metri piani maschili agli XI Giochi panafricani si è svolta il 13 e 15 settembre 2015 allo Stade Municipal de Kintélé di Brazzaville, nella Repubblica del Congo.

## Podio
| Oro     | Isaac Makwala Botswana     |
| Argento | Boniface Mweresa Kenya     |
| Bronzo  | Onkabetse Nkobolo Botswana |

## Risultati

### Batterie
Qualificazione: i primi 4 di ogni batteria (Q) e i 8 migliori tempi degli esclusi (q) si qualificano in semifinale.
| Class | Gruppo | Atleta                       | Nazione        | Tempo | Note   |
| ----- | ------ | ---------------------------- | -------------- | ----- | ------ |
| 1     | 3      | Onkabetse Nkobolo            | Botswana       | 45.46 | Q      |
| 2     | 4      | Isaac Makwala                | Botswana       | 45.63 | Q      |
| 3     | 4      | Boniface Mweresa             | Kenya          | 45.83 | Q      |
| 4     | 3      | Orukpe Erayokan              | Nigeria        | 45.84 | Q      |
| 5     | 1      | Sadam Elnour                 | Sudan          | 45.85 | Q      |
| 6     | 2      | Alex Sampao                  | Kenya          | 46.10 | Q      |
| 7     | 3      | Saviour Kombe                | Zambia         | 46.12 | Q      |
| 8     | 1      | Samson Oghenewegba Nathaniel | Nigeria        | 46.24 | Q      |
| 9     | 2      | Emmanuel Dasor               | Ghana          | 46.27 | Q      |
| 10    | 4      | Rodwell Ndhlovu              | Zimbabwe       | 46.40 | Q      |
| 11    | 3      | Daniel Gyasi                 | Ghana          | 46.43 | Q      |
| 12    | 4      | Robert Simmonson             | Nigeria        | 46.60 | Q      |
| 13    | 1      | Raymond Kibet                | Kenya          | 46.67 | Q      |
| 14    | 2      | Ofentse Mogawane             | Sudafrica      | 46.70 | Q      |
| 15    | 1      | George Effah                 | Ghana          | 46.79 | Q      |
| 16    | 2      | Ernst Narib                  | Namibia        | 47.07 | Q      |
| 17    | 1      | Leaname Maotoanong           | Botswana       | 47.16 | q      |
| 18    | 4      | Kenenisa Hailu               | Etiopia        | 47.19 | q      |
| 18    | 3      | Bachir Mahamat               | Ciad           | 47.19 | q,     |
| 20    | 3      | Denis Opio                   | Uganda         | 47.27 | q      |
| 21    | 2      | Diakalia Bamba               | Mali           | 47.39 | q      |
| 22    | 3      | Mamadou Gueye                | Senegal        | 47.49 | q      |
| 23    | 1      | Marie Heddy                  | Seychelles     | 47.70 | q      |
| 24    | 4      | Mohamed Khouaja              | Libia          | 47.82 | q      |
| 25    | 1      | Leonard Opiny                | Uganda         | 48.40 |        |
| 26    | 4      | Gustave Ndadobo              | Rep. del Congo | 48.59 |        |
| 27    | 2      | Haji Ture                    | Etiopia        | 49.01 |        |
| 28    | 1      | Fasum Tesfahuney             | Eritrea        | 49.54 |        |
| 29    | 1      | Joseph Sinkala               | Zambia         | 49.55 |        |
| 30    | 4      | Ibdalazim Mohamed            | Sudan          | 49.90 |        |
| 31    | 3      | Bockarie Sesay               | Sierra Leone   | 50.17 |        |
| dq    | 2      | Gilles Anthony Afoumba       | Rep. del Congo | dq    | R162.8 |
| dns   | 2      | Retselistisoe Gsoeu          | Lesotho        | dns   |        |
| dns   | 3      | Fikru Abu                    | Etiopia        | dns   |        |
| dns   | 4      | Gatkuoth Ruben Yutchol       | Sudan del Sud  | dns   |        |

### Semifinali
Qualificazione: i primi 2 di ogni batteria (Q) e i 2 migliori tempi degli esclusi (q) si qualificano in semifinale.
| Class | Gruppo | Nome                         | Nazione    | Tempo | Note                                     |
| ----- | ------ | ---------------------------- | ---------- | ----- | ---------------------------------------- |
| 1     | 1      | Isaac Makwala                | Botswana   | 44.87 | Q                                        |
| 2     | 2      | Orukpe Erayokan              | Nigeria    | 44.95 | Q                                        |
| 3     | 2      | Onkabetse Nkobolo            | Botswana   | 45.10 | Q,                                       |
| 4     | 1      | Boniface Mweresa             | Kenya      | 45.15 | Q,                                       |
| 5     | 3      | Alex Sampao                  | Kenya      | 45.31 | Q,                                       |
| 6     | 3      | Sadam Elnour                 | Sudan      | 45.41 | Q                                        |
| 7     | 3      | Saviour Kombe                | Zambia     | 45.57 | q,                                       |
| 8     | 2      | Raymond Kibet                | Kenya      | 45.66 | q,                                       |
| 9     | 1      | Ofentse Mogawane             | Sudafrica  | 45.75 |                                          |
| 10    | 1      | Samson Oghenewegba Nathaniel | Nigeria    | 45.80 |                                          |
| 11    | 3      | Leaname Maotoanong           | Botswana   | 45.99 |                                          |
| 12    | 2      | Emmanuel Dasor               | Ghana      | 46.02 |                                          |
| 13    | 3      | Rodwell Ndhlovu              | Zimbabwe   | 46.04 |                                          |
| 14    | 1      | Daniel Gyasi                 | Ghana      | 46.45 |                                          |
| 15    | 2      | George Effah                 | Ghana      | 46.65 | Miglior prestazione personale stagionale |
| 16    | 2      | Kenenisa Hailu               | Etiopia    | 46.83 |                                          |
| 17    | 3      | Diakalia Bamba               | Mali       | 46.96 |                                          |
| 18    | 2      | Bachir Mahamat               | Ciad       | 47.13 | Miglior prestazione personale stagionale |
| 19    | 3      | Mamadou Gueye                | Senegal    | 47.26 |                                          |
| 20    | 1      | Denis Opio                   | Uganda     | 47.39 |                                          |
| 21    | 1      | Ernst Narib                  | Namibia    | 47.49 |                                          |
| dns   | 1      | Marie Heddy                  | Seychelles | dns   |                                          |
| dns   | 2      | Mohamed Khouaja              | Libia      | dns   |                                          |
| dns   | 3      | Robert Simmonson             | Nigeria    | dns   |                                          |

### Finale
| Class   | Corsia | Nome              | Nazione  | Time  | Note                                     |
| ------- | ------ | ----------------- | -------- | ----- | ---------------------------------------- |
| Oro     | 5      | Isaac Makwala     | Botswana | 44.35 |                                          |
| Argento | 8      | Boniface Mweresa  | Kenya    | 45.01 | Miglior prestazione personale stagionale |
| Bronzo  | 6      | Onkabetse Nkobolo | Botswana | 45.50 |                                          |
| 4       | 4      | Alex Sampao       | Kenya    | 45.59 |                                          |
| 5       | 9      | Sadam Elnour      | Sudan    | 45.69 |                                          |
| 6       | 7      | Orukpe Erayokan   | Nigeria  | 45.73 |                                          |
| 7       | 3      | Raymond Kibet     | Kenya    | 45.79 |                                          |
| 8       | 2      | Saviour Kombe     | Zambia   | 46.65 |                                          |